# Ломонос пильчатолистный
Ломонос пильчатолистный, или клематис пильчатолистный (лат. Clematis serratifolia) — вид цветковых растений рода Ломонос (Clematis) семейства Лютиковые (Ranunculaceae).

## Распространение и экология
В природе ареал вида охватывает Дальний Восток.
Произрастает по галечниковым наносам, в прибрежных кустарниках и на каменистых склонах.

## Ботаническое описание
Сильно ветвистая, деревянистая, лазящая или лежачая лиана длиной до 3 м.
Листья дваждыперистые; листочки от яйцевидно-ланцетных до ланцетных, длиной 3—6 см, остроконечные, пильчатые, иногда 2—3-лопастные, голые, светло-зелёные. Черешки тонкие, длинные, иногда обвивающиеся вокруг опоры.
Цветки немногочисленные, по 1—5 в узлах листьев, ширококолокольчатые, позднее широко раскрытые, желтовато-белые, диаметром до 4 см, на тонких, длиной 4—6 см цветоножках. Чашелистики от яйцевидно-ланцетных до яйцевидных, длиной 2—2,5 см, заострённые, снаружи голые, с внутренней стороны слабо опушенные; тычиночные нити пурпурные.
Семянки опушенные, сжатые, к основанию клиновидно-суженные, с длинным, перистоопушённым носиком.
Цветение в августе — сентябре.

## Таксономия
Вид Ломонос пильчатолистный входит в род Ломонос (Clematis) трибы Anemoneae подсемейства Лютиковые (Ranunculoideae) семейства Лютиковые (Ranunculaceae) порядка Лютикоцветные (Ranunculales).
|  |                       |  |                                          |                                          |                        |  | ещё 4 подсемейства (согласно Системе APG II) | ещё 4 подсемейства (согласно Системе APG II) |                                      |  |  |  | ещё 6 родов       | ещё 6 родов                 |  |  |
|  |                       |  |                                          |                                          |                        |  | ещё 4 подсемейства (согласно Системе APG II) | ещё 4 подсемейства (согласно Системе APG II) |                                      |  |  |  | ещё 6 родов       | ещё 6 родов                 |  |  |
|  |                       |  |                                          | семейство Лютиковые                      |                        |  |                                              |                                              | триба Anemoneae                      |  |  |  |                   | вид Ломонос пильчатолистный |  |  |
|  |                       |  |                                          | семейство Лютиковые                      |                        |  |                                              |                                              | триба Anemoneae                      |  |  |  |                   | вид Ломонос пильчатолистный |  |  |
|  | порядок Лютикоцветные |  |                                          |                                          | подсемейство Лютиковые |  |                                              |                                              | род Ломонос                          |  |  |  |                   |                             |  |  |
|  | порядок Лютикоцветные |  |                                          |                                          |                        |  |                                              |                                              |                                      |  |  |  |                   |                             |  |  |
|  |                       |  | ещё 9 семейств (согласно Системе APG II) | ещё 9 семейств (согласно Системе APG II) |                        |  |                                              | ещё 8 триб (согласно Системе APG II)         | ещё 8 триб (согласно Системе APG II) |  |  |  | ещё 230—250 видов |                             |  |  |
|  |                       |  |                                          | ещё 9 семейств (согласно Системе APG II) |                        |  |                                              |                                              | ещё 8 триб (согласно Системе APG II) |  |  |  |                   |                             |  |  |